# ブリルアン散乱
ブリルアン散乱（ブリルアンさんらん、ブリリュアン散乱、ブリュアン散乱とも）とは、光が物質中で音波と相互作用し、振動数がわずかにずれて散乱される現象のことである。名称はレオン・ブリルアンに由来する。
この散乱は水や結晶などの媒質中で光が密度変化と相互作用することによって生じる。この際、光の経路とエネルギー (すなわち周波数) が変化する。
散乱の要因となる密度変化は音響モードすなわちフォノンに由来するかもしれないし、磁気モードすなわちマグノン、あるいは温度勾配に由来するかもしれない。
媒質が圧縮されると屈折率が変化し、必然的に光路が変化することは古典的にも説明できる。

## 定義
量子論の観点からは、 ブリルアン散乱は光子と音響/振動量子 (フォノン) または 磁気スピン波 (マグノン) または その他の光と相互作用する低周波数の準粒子との相互作用である。この相互作用はフォノン/マグノンが生成または消滅するような非弾性散乱過程 (ストークス遷移過程またはアンチストークス遷移過程) からなる。
散乱光のエネルギーは入射光とわずかに異なり、ストークス遷移過程においては減少し、アンチストークス過程においては増加する。
ブリルアンシフトとして知られるこのエネルギーの変化は相互作用しているフォノン/マグノンのエネルギーと等しいため、ブリルアン散乱はこれらのエネルギーの計測法として使うことができる。ブリルアンシフトは普通ファブリ・ペロー干渉計をもとにしたブリルアン分光計によって測られる。

## ラマン散乱との関係
ブリルアン散乱とラマン散乱は両者とも光と準粒子の非弾性散乱を表現しているという点で似ているが、周波数変化の幅と試料から引きだせる情報において差異がある。
ブリルアン散乱というと準粒子による光子の散乱を意味するが、一方ラマン散乱は分子の振動・回転状態の遷移によって光子が散乱されることを意味する。
それゆえ両者が試料から引きだす情報は大いに異なっている。
ラマン分光法は化学組成や分子構造を決定するのに用いられるが、対してブリルアン散乱ではより大きなスケールでのふるまい、たとえば弾性現象などを調べることができる。
実験的には、ブリルアン散乱による周波数変化は干渉計を用いて計測されるが、ラマン分光法での実験系では干渉計か分散回折分光計のどちらでも用いうる。

## 誘導ブリルアン散乱
大強度のビーム (例: レーザー光) が光ファイバなどの媒質を伝播するとき、ビーム自体の電場振動それ自身が電歪効果(electro-striction)によって媒質に音響振動を生じさせうる。
この振動によってビームは、通常入射方向とは逆に、ブリルアン散乱されることがある。この現象は誘導ブリルアン散乱 (SBS)と呼ばれる。
液体および気体ではブリルアンシフトは1-10GHzのオーダー (可視光では1-10pmの波長変化に相当) である。
誘導ブリルアン散乱は光位相共役が起きる現象のひとつである。

## 発見
光子の音響量子による非弾性散乱現象はレオン ブリルアン (1889-1969) によって1922年に最初に解明された。
また4年後の1926年にレオニード・マンデルシュタムによって独立に解明された。
マンデルシュタムに帰してブリルアンーマンデルシュタム散乱 (BMS) とも表記される。
他に一般的に使われる名称としてブリルアン光散乱 (BLS) や ブリルアンーマンデルシュタム光散乱 (BMLS) がある。
誘導ブリルアン散乱過程はChiaoらによって1964年にはじめて観測された。
光位相共役の側面はZel'dovichらによって1972年に発見された。

## 光ファイバ計測
ブリルアン散乱は光ファイバの歪・温度を検知するのにも用いることができる。